# Kleiner Unfrieden
Kleiner Unfrieden, schwedisch lilla ofreden, finnisch pikkuviha, wird in der schwedischen und finnischen Geschichtsschreibung die Zeit der russischen Besatzung Finnlands während des „Kriegs der Hüte“ 1741–1743 genannt. Die Bezeichnung rührt vom Vergleich mit dem „Großen Unfrieden“ der Jahre 1713–1721 her, in dessen Verlauf russische Truppen weite Teile Finnlands verwüstet und zehntausende Bewohner getötet oder verschleppt hatten.
Die neuerliche russische Besatzung währte recht kurz, in Südostfinnland knapp zwei Jahre, im Rest des Landes rund ein Jahr. Im August 1741 schlug die Armee des Russischen Reiches zwar die Schweden in der Schlacht von Villmanstrand entscheidend, Nyland mit der heutigen Hauptstadt Helsingfors (Helsinki) und das Eigentliche Finnland mit der damaligen Hauptstadt Åbo (Turku) wurden aber erst im darauffolgenden Sommer erobert. Im Frieden von Åbo (7. August 1743) sicherte sich Russland dann einige Gebietsgewinne im Südosten dauerhaft (Teile Savos sowie ganz Karelien), der weitaus größte Teil Finnlands gelangte aber wieder unter schwedische Herrschaft. In der Zwischenzeit wurde Finnland von einem russischen Generalgouverneur regiert, wobei der erste Amtsinhaber James Keith ein Schotte, sein Nachfolger Balthasar Freiherr von Campenhausen ein Baltendeutscher in Diensten des Zaren war. Beide waren in der finnischen Bevölkerung durchaus beliebt; wegen seiner umsichtigen Amtsführung wurde von Campenhausen 1744 sogar in den schwedischen Freiherrenstand erhoben.